# Юность Москвы
«Юность Москвы» — физкультурно-спортивное объединение ДЮСШ города Москвы.

## История
Включает 40 спортивных школ, где 639 тренеров обучают 19685 учащихся. 100 преподавателей носят звание заслуженный тренер России, среди спортсменов — первый спортивный разряд имеют 1094 человека, массовые разряды 7820 человек, кандидаты в мастера спорта (КМС) 640, мастеров спорта 344, мастеров спорта международного класса 88, заслуженных мастеров спорта 27.
За долгую историю в школе были воспитаны многие Олимпийские чемпионы СССР и России, среди которых можно отметить: синхронисток Анастасию Давыдову и Анастасию Ермакову, гимнасток Татьяну Горбунову и Дарью Шкурихину, фехтовальщиков Михаила Бурцева и Викторию Никишину.
Объединение организованно как «Детско-юношеская спортивная школа №66 Комитета физической культуры и спорта Правительства Москвы» 12 сентября 1969 года решением Калининского районного совета народных депутатов города Москвы, после 1993 года многократно переименовывалось, с 16 июня 2006 года носит нынешнее название «Специализированная детско-юношеская школа олимпийского резерва «Юность Москвы». В 2013 году при вручении наград национальной премии в области физической культуры и спорта «Юность Москвы» была признана лучшей спортивной школой России.